# 阿赖
阿赖是马来西亚马六甲州中央县其中一座小镇，距离马六甲市中心大约6公里。该镇在联邦公路5号，位于干浪 (Kandang)和直落垵（Telok Mas)之间。